# 帕查卡馬克區

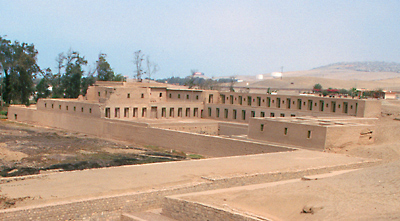

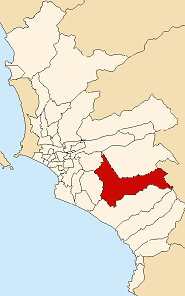

帕查卡馬克區（西班牙語：Distrito de Pachacámac），是秘魯的一個區，位於該國西部利馬大區的利馬省，始建於1857年1月2日，面積160.23平方公里，海拔高度75米，2005年人口54,763，人口密度每平方公里340人。